# Anadia hobarti
Anadia hobarti — вид ящірок родини гімнофтальмових (Gymnophthalmidae). Ендемік Венесуели. Вид названий на честь американського герпетолога Хобарта Мьюїра Сміта.

## Поширення і екологія
Anadia hobarti відомі з типової місцевості, розташованої в горах Кордильєра-де-Мерида, на території венесуельського штату Трухільйо, на висоті 2625 м над рівнем моря. Вони живуть у вологих гірських і хмарних тропічних лісах та на високогірних луках парамо. Відкладають яйця.